# Condado de Somerset (Maine)
O Condado de Somerset (em inglês:  Somerset County) é um dos 16 condados do estado americano do Maine. Foi fundado em 1809. A sede e localidade mais populosa do condado é Skowhegan.
Com mais de 50 mil habitantes, de acordo com o censo nacional de 2020, é o nono condado mais populoso e o quarto menos densamente povoado do estado. Quase 4% da população total do Maine vive no Condado de Somerset.

## Geografia
De acordo com o Departamento do Censo dos Estados Unidos, o condado possui uma área de 10 601,7 km², dos quais 10 163,8 km² estão cobertos por terra e 437,9 km² (4,1%) por água.

### Condados e regiões adjacentes
- Condado de Aroostook – norte
- Condado de Penobscot – leste
- Condado de Piscataquis – leste
- Condado de Waldo – sudeste
- Condado de Kennebec – sul
- Condado de Franklin – sudoeste
- Regionalidade Municipal do Condado de Le Granit, Quebec – oeste
- Concelho Municípal Regional de Beauce-Sartigan, Quebec – oeste
- Concelho Municípal Regional de Les Etchemins, Quebec – noroeste
- Concelho Municípal Regional de Montmagny, Quebec – noroeste

O Condado de Somerset é um dos poucos condados dos Estados Unidos a fazer fronteira com dez condados e condados equivalentes.

## Localidades

### Vilas
- Anson
- Athens
- Bingham
- Cambridge
- Canaan
- Caratunk
- Cornville
- Detroit
- Embden
- Fairfield
- Harmony
- Hartland
- Jackman
- Madison
- Mercer
- Moose River
- Moscow
- New Portland
- Norridgewock
- Palmyra
- Pittsfield
- Ripley
- St. Albans
- Skowhegan
- Smithfield
- Solon
- Starks

### Aldeias
- Flagstaff
- North Anson
- Rockwood

### Regiões censo-designadas
- Anson
- Bingham
- Fairfield
- Hartland
- Madison
- Norridgewock
- Pittsfield
- Skowhegan

### Plantations
- Brighton Plantation
- Dennistown
- Highland Plantation
- Pleasant Ridge Plantation
- The Forks
- West Forks

### Territórios não organizados
- Central Somerset
- Northeast Somerset
- Northwest Somerset
- Seboomook Lake

## Demografia
Desde 1900, o crescimento populacional médio do condado, a cada dez anos, é de 3,5%.

### Censo 2020
Segundo o censo nacional de 2020, o condado possui uma população de 50 477 habitantes e uma densidade populacional de 5,0 hab/km². Houve uma redução populacional na última década de -3,4%. É o nono condado mais populoso e o quarto menos populoso do Maine.
Possui 29 785 residências que resulta em uma densidade de 2,8 residências/km² e uma redução de -2,6% em relação ao censo anterior. Deste total, 26,4% das unidades habitacionais estão desocupadas. A média de ocupação é de 2,3 pessoas por residência.
Existem 21 645 famílias no condado e 9,3% da população não possui cobertura de plano de saúde. A renda familiar média é de 45 382 dólares e a taxa de emprego é de 52,9%. Existem 1 193 estabelecimentos empregadores no condado e 17,9% dos habitantes possuem diploma de nível superior.

## Transportes

### Principais estradas e rodovias
- I-95
- US 201
- US 201A